# Kojsina
Kojsina je naseljeno mjesto u općini Kreševo, Federacija Bosne i Hercegovine, BiH.

## Stanovništvo

### 1991.
Nacionalni sastav stanovništva 1991. godine, bio je sljedeći:
ukupno: 226
- Hrvati - 220
- Muslimani - 1
- ostali, neopredijeljeni i nepoznato - 5

### 2013.
Nacionalni sastav stanovništva 2013. godine, bio je sljedeći:
ukupno: 178
- Hrvati - 178

## Vanjske poveznice
- Satelitska snimka[neaktivna poveznica]